# Konrad I Przemyślida
Konrad I (ur. ok. 1035 r., zm. 6 września 1092 r. w Pradze) – książę w Brnie w latach 1054–1055 i 1061–1092, książę Czech z dynastii Przemyślidów od 1092 r.
Był trzecim synem Brzetysława I i Judyty ze Schweinfurtu. W 1061 r. Wratysław II, nowy książę Czech, podzielił Morawy między swoich braci: część wschodnią otrzymał Otto I Piękny, zaś zachodnią Konrad. W 1082 roku wraz z Wratysławem II i Ottonem Pięknym brał udział w bitwie pod Mailbergiem, w której został pokonany margrabia austriacki Leopold II.
W 1091 r. Wratysław II mianował go swoim następcą. Przejął władzę w Czechach po śmierci swojego brata Wratysława II. Zmarł po ośmiu miesiącach panowania.
Jego żoną była Wirpirka (niem. Hildeburga), córka hrabiego Fryderyka z Tenglingu.
Dzieci Konrada I:
- Oldrzych Brneński – książę morawski na Brnie, zm. 1113
- Luitpold (Lupold) – książę morawski na Znojmie, zm. 1112